# Amerikanisierung

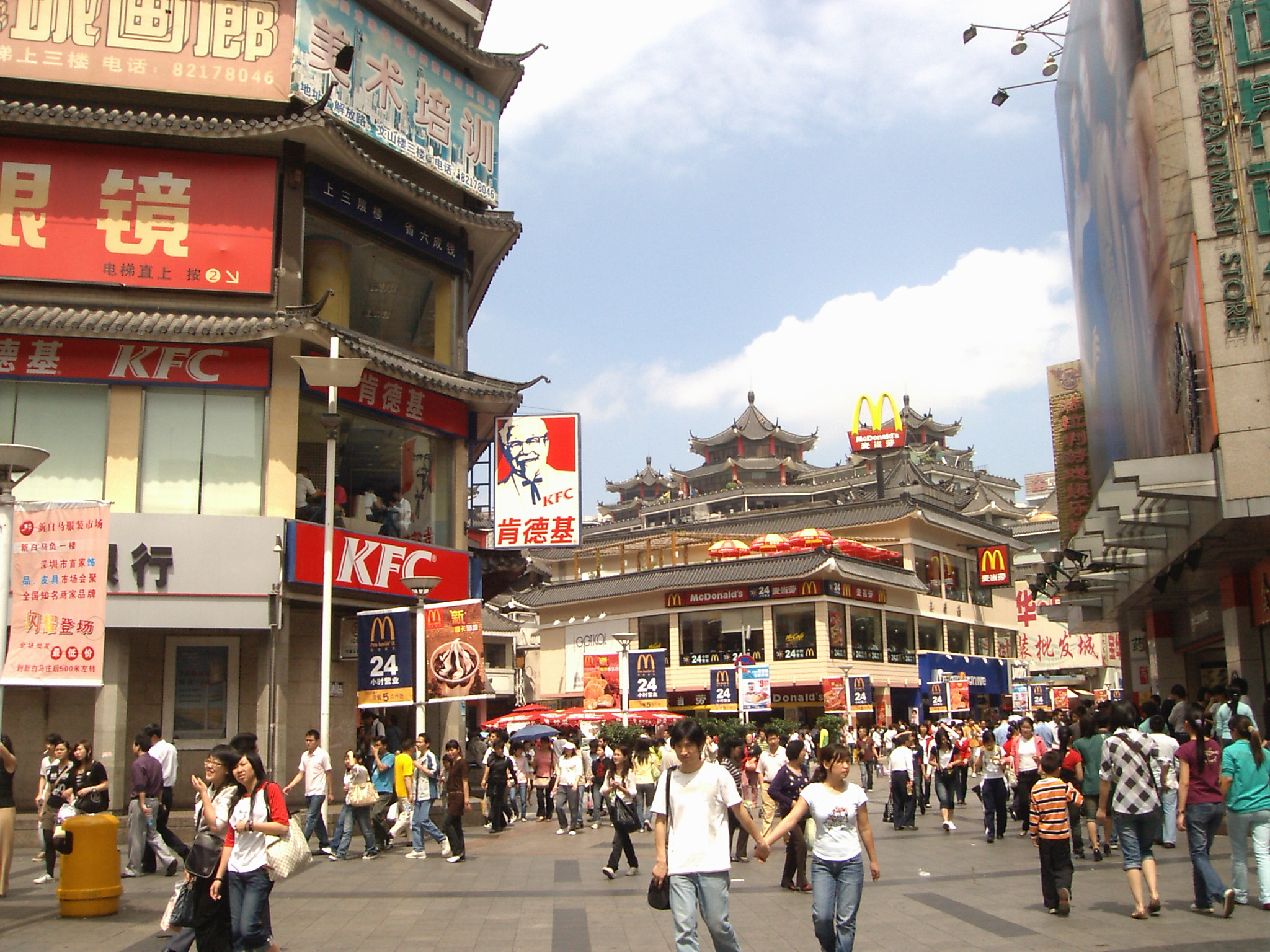
Filialen amerikanischer Schnellrestaurants in China

Amerikanisierung bezeichnet einerseits den Integrationsprozess von Einwanderern in die US-amerikanische Kultur, andererseits den Wandel einer Wirtschaft, Gesellschaft, Kultur oder Person in Richtung der vorherrschenden Gegebenheiten in den USA, beziehungsweise hin zum Leitbild des so genannten „American Way of Life“.

## Hintergrund
Mitte der 1990er Jahre wurde u. a. vom US-amerikanischen Soziologen Mike Featherstone die These aufgestellt, dass sich global eine wirtschaftliche, politische, institutionelle und vor allem kulturelle Homogenität entwickeln würde, die in erster Linie von den USA dominiert sei (siehe auch Konvergenztheorie). Aus dieser Kultur werden so genannte Amerikanismen in ein bestehendes System integriert und verändern eine Gesellschaft hinsichtlich ihrer Einrichtungen, Werte, Traditionen, Verhaltensweisen und Vorgehensweisen (z. B. in Industrie und Wirtschaft). Dieser Trend läuft nicht als Wechselwirkung, sondern als eine einseitige Beeinflussung, die zum Teil von den USA selbst ausgeht, zum Teil in anderen Ländern auch freiwillig übernommen wird. Der Prozess der Amerikanisierung, der sich im 20. Jahrhundert entwickelt hat, ist an den Status der Vereinigten Staaten von Amerika als Supermacht gebunden. Besondere Dynamik entwickelte sie nach dem Zweiten Weltkrieg im faktisch geteilten Europa, als die USA und Westeuropa ihre militärischen und wirtschaftlichen Beziehungen intensivierten.

## Wahrgenommene/behauptete Kennzeichen einer Amerikanisierung
Die Amerikanisierung bezieht sich auf die Ausbreitung amerikanischer Kulturelemente und Wirtschaftsformen in anderen Ländern. Dieser Prozess kann sich auf verschiedene Bereiche des gesellschaftlichen Lebens auswirken, wie Sprache, Medien, Arbeit und Soziales, Sport und Wirtschaft.
Eine häufige Komponente der Amerikanisierung ist die Verwendung von Anglizismen in der Sprache des betroffenen Landes. Dies kann sowohl in der Alltagssprache als auch in Fachterminologien vorkommen. Ein weiteres Merkmal ist die Privatisierung von Dienstleistungen und Einrichtungen, die traditionell von der öffentlichen Hand bereitgestellt werden. Dies kann die Abgabe von Eigentum an private Unternehmen umfassen. Auch die Verlagerung der Finanzierung von Medien und anderen öffentlichen Einrichtungen von der öffentlichen Hand auf private Unternehmen, die Einfluss auf die Inhalte nehmen können, gehört dazu. Die Ausbreitung einer Konsummentalität, die sich auf den Wunsch nach immer mehr und immer neueren Waren und Dienstleistungen konzentriert und die Ausbreitung einer Gewinnorientierung in Bereichen des gesellschaftlichen Lebens, die traditionell nicht-wirtschaftlicher Natur sind, wie z. B. Bildung und Gesundheitswesen, sind weitere Aspekte.
In Bezug auf Arbeit und Soziales ist ein häufiger Aspekt der Amerikanisierung der Abbau von Sozialleistungen. Dies kann zu einer Verschlechterung der Lebensbedingungen für viele Menschen führen. Eine weitere Komponente der Amerikanisierung ist die Zunahme von Bandenbildung auf den Straßen und eine Zunahme der Kriminalität aufgrund von sozialer Ungerechtigkeit.
Amerikanische Mode und Kleidung sowie die Anglisierung der Sprache und die Nachahmung von Festen wie Halloween oder Thanksgiving sind weitere Beispiele für die Ausbreitung amerikanischer Kulturelemente in anderen Ländern. Auch die Einschränkung von Gewerkschaften und Arbeitnehmermitbestimmung sowie die Übernahme amerikanischer Essgewohnheiten und Gerichte (Fast Food) und die Elitenbildung an Schulen und Universitäten sind weitere Aspekte. In vielen Fällen gibt es auch keinen Kündigungsschutz oder keine Kündigungsfrist sowie keine oder nur wenig Arbeitnehmerrechte.
Im Bereich Sport sind die typischen amerikanischen Ballspiele Baseball, American Football und Basketball ein Beispiel für die Ausbreitung amerikanischer Sportarten in anderen Ländern.
In Bezug auf das Wirtschaftsleben ist ein häufiger Aspekt der Amerikanisierung die Verwendung von Englisch als Leitsprache auch in nicht-amerikanischen Konzernen. Die Übernahme englischer Bezeichnungen für Funktionen in Unternehmen, wie z. B. CEO statt Vorstandsvorsitzender, kann, aufgrund abweichenden Handelsrechts, zu Verwirrung führen. Ein eher kompetitiver statt kooperativer Ansatz, ein stärkeres bzw. reines Profitdenken sowie aggressiveres Marketing und ein eher militärischer Führungsstil gehören ebenso dazu.
Im Bereich Medien ist die Ausbreitung englischsprachiger Popmusik ein häufiger Aspekt der Amerikanisierung. Auch die Verbreitung von Hollywood-Produktionen in Kinos und im Fernsehen, englische Slogans in der Werbung und werbefinanziertes Privatfernsehen sind Beispiele für die Ausbreitung amerikanischer Medien in anderen Ländern.
Der Begriff Amerikanisierung ist in der Politik- und Medienwissenschaft sehr populär für die Beschreibung der Modernisierung der politischen Kommunikation geworden. In diesem Bereich konnte sich der Begriff der Amerikanisierungsthese etablieren, der sich insbesondere auf die Veränderung und Entwicklung des Wahlkampfes bezieht (z. B. stärkere Nutzung des Fernsehens, damit einhergehend die Wichtigkeit, dass ein Kandidat „medientauglich“ und fotogen ist; Willy Brandt als „deutscher Kennedy“; TV-Duelle).
Unter Amerikanisierung in der Politik kann auch die Übernahme des in den USA gepflegten aggressiven Antikommunismus bzw. Antisozialismus verstanden werden.

## Gegenbewegung
Spätestens seit dem Regierungsantritt des in Europa allgemein nicht sehr populären George W. Bush als amerikanischer Präsident ist zu beobachten, dass eine gegenläufige Strömung auftritt: viele Menschen versuchen bewusst, „Amerikanisches“ zu meiden. Ausdruck dieser Haltung sind bewusste Distanz zur Politik der USA, der Boykott bestimmter amerikanischer Waren und z. B. die Rückkehr zu traditionellen deutschen Vornamen für Kinder. Bedeutende Ereignisse, die das Ansehen Amerikas in Deutschland verschlechterten, waren in jüngster Vergangenheit der dritte Golfkrieg (Bush) und die NSA-Affäre (Obama) sowie die Wahl Donald Trumps zum Präsidenten der USA.

## Amerikanisierung von Namen
Auch in anderen Zusammenhängen wird der Begriff gebraucht: Vor- und Familiennamen wurden bei Einwanderern in den Vereinigten Staaten amerikanisiert. Die oft für anglophone Amerikaner schwer aussprechbaren Namen wurden schon von den Einwanderungsbehörden willkürlich oder in Absprache mit dem Einwanderer verändert. (Manche dieser Änderungen geschahen aber auch später – während des Ersten Weltkrieges änderten viele Deutschamerikaner ihre Nachnamen.)

## Historischer Vergleich
In der Geschichte ist es keine Ausnahme, dass Werte, Sprache etc. von der jeweiligen Führungsmacht übernommen werden: Ähnliche Entwicklungen gab es bereits
- im Hellenismus: Hellenisierung,
- im Römischen Reich: Romanisierung,
- im Kaiserreich China: Sinisierung,
- im Deutschen Kaiserreich: Germanisierung,
- in Entlehnungen europäischer Staaten aus dem Französischen Kaiserreich/absolutistischen Frankreich oder
- Übernahmen aus der Sowjetunion in die Staaten des Ostblocks: Sowjetisierung und Russifizierung.

Die Entwicklung kann ausgelöst werden von der Faszination einer Bevölkerung an den Errungenschaften der Führungsmacht oder der vorherrschenden Kultur in einem Staatsgebilde, sie kann aber auch direkt von der Führungsmacht forciert sein (siehe auch „Kolonialismus“ und „Assimilationspolitik“).